# معاهده پاریس (۱۷۶۳)
معاهده پاریس (انگلیسی: Treaty of Paris)، معاهده‌است که پس از پایان یافتن جنگ هفت‌ساله، بین فرانسه و انگلستان بسته شد که به موجب آن، فرانسه تقریباً تمامی مستعمرات خود در آمریکای شمالی و هند از دست داد. پس از این معاهده انگلستان مبدل به قوی‌ترین کشور دنیا و اسپانیا نیز ضعیف‌تر از گذشته شد.

## پیش‌زمینه

### جنگ در اروپا
سلطه مجدد اتریش بر ایالت ثروتمند سیلزی، که آن را در سال ۱۷۴۸ به پروس واگذار کرده بود، ماشه شروع جنگ‌های ۷ ساله را چکاند. ملکه ماری ترزا با تکیه بر متحدینش (فرانسه، روسیه و…) به سیلزی حمله کرد اما نهایتاً فردریک کبیر، پادشاه پروس، ابتکار عمل را در دست گرفت و در سال ۱۷۵۶ ساکسونی را نیز اشغال کرد.
در نیمه اول جنگ پیروزی با پروس بود. آنها سپاه متحد فرانسه و اتریش را در نبرد رزباخ درهم کوبیدند، اتریش را در نبرد لوئه‌تان (۱۷۵۷) شکست دادند و سال بعد روس‌ها را در زرندورف شکست دادند. در این زمان سوئد وارد جنگ شد و تقریباً تمام اروپا علیه فردریک قیام کرد. در سال ۱۷۵۹ پروس غربی زیر چکمه سربازان روسی بود و آنها وارد برلین شدند. وضعیت پروسی‌ها نابسامان شده بود اما دو عامل به کمکشان آمد. عامل اول حمایت بریتانیا و هانور بود که تا آن نقطه عملاً وارد جنگ نشده بودند و فقط هزینه مالی پروس را تأمین می‌کردند ولی بعد از آن عملاً وارد جنگ با فرانسه شدند. عامل بعدی، عقب‌نشینی روسیه و سوئد در سال ۱۷۶۲ بود. ملکه روسیه، الیزابت، مرد و پسرش پیتر سوم عملاً مرید فردریک از کار درآمد و تصمیم گرفت تا هر چه زودتر با مرادش به صلح برسد.

### جنگ در آمریکا
جنگ در مهاجرنشین‌های آمریکای شمالی در سال ۱۷۵۴ آغازشد. رقابت‌های بین مهاجرنشین‌های فرانسوی و انگلیسی بر سر ماهیگیری و تجارت بود. فرانسوی‌ها تصمیم گرفتند تا با ساخت چند قلعه به دور مهاجرنشین‌های انگلیسی آنها را محاصره کرده و از پیشروی بیشتر به سمت غرب بازبدارند.
در دو سال آغازین جنگ فرانسوی‌ها و متحدین سرخپوست شان پیروز میدان بودند. در سال ۱۷۵۷ ویلیام پیت جوان‌تر در بریتانیا سکان سیاست خارجی را در دست گرفت و ژنرال جیمز ولف را به فرماندهی سربازان انگلیس در قاره آمریکا برگزید. استراتژی پیت در نهایت با شکست فرانسه به انتها رسید و در دهه ۱۷۶۰ تمام کانادای تحت کنترل فرانسه در دستان بریتانیا بود.

### جنگ در هندوستان
در تمام قرن هجدهم بریتانیا و فرانسه بر سر سلطه بر هندوستان کشمکش داشتند. در سال ۱۷۵۶ آخرین جنگ این دو قدرت اروپایی در منطقه شبه قاره به سومین جنگ کارناتی معروف شد. جنگهای اول و دوم کارناتی بر سر استان کارناتی در جنوب شرق شبه قاره بود اما جنگ سوم از این حد گذشته و به ایالت بنگال کشیده شد. در سال ۱۷۵۷ رابرت کلیف انگلیسی توانست تأسیسات فرانسه در چانرناگور را فتح کند. او در نبرد پلاسی توانست حکومت بومی بنگال را نیز شکست دهد و منطقه را تحت سلطه بریتانیا درآورد. مهمترین نبرد البته در جنوب اتفاق افتاد. در آنجا با فتح پوندیچری، پایتخت فرانسوی‌ها در هند، در سال ۱۷۶۱ کفه به سمت بریتانیایی‌ها سنگین شد.

## صلح
جنگ‌های هفت ساله رسماً در سال ۱۷۶۳ تمام شدند. در دهم فوریه عهدنامه پاریس و کمی بعد عهدنامه هابرتوسبورگ بین طرفین درگیری امضاشد. جنگ‌های ۷ ساله در نهایت با افول قدرت فرانسه (در خاک اروپا و آمریکا) و قدرت‌گیری بریتانیا و پروس پایان یافت. بریتانیا فرانسوی‌ها را از آمریکا و هندوستان بیرون راند، قدرت خود را در هندوستان تحکیم بخشید و آن سرزمین به «جواهری در تاج امپراطوری» تبدیل شد. علاوه بر مستعمرات کانادایی فرانسه اسپانیا نیز ناچار شد تا فلوریدا را به بریتانیا واگذار کند. پروس نیز توانست خاک خود را وسعت بخشیده و ایالت سیلزی را از اتریش منفک کرده و به خاک خود ضمیمه کند.